# Paradromulia hypochromaria
Paradromulia hypochromaria là một loài bướm đêm trong họ Geometridae.